# Ulrich de Türheim
Ulrich de Türheim, en allemand Ulrich von Türheim ou Ulrich von Thürheim, est un poète médiéval allemand né autour de 1195 et mort autour de 1250. Il est issu d'une famille noble souabe au service des évêques d'Augsbourg.

## Œuvre
Ulrich de Türheim a écrit la suite du Tristan et Yseult de Gottfried von Straßburg, et a achevé le Willehalm de Wolfram von Eschenbach.